# Курумоч (приток Сока)
Курумоч — река в России, протекает по Самарской области. Устье реки находится в 200 метрах от устья по правому берегу реки Сок. Длина реки составляет 21 км. Истоки реки находятся в окрестностях села Молгачи. Река протекает через посёлок Курумоч.

## Данные водного реестра
По данным государственного водного реестра России относится к Нижневолжскому бассейновому округу, водохозяйственный участок реки — Сок от истока и до устья. Речной бассейн реки — Волга от верховий Куйбышевского водохранилища до впадения в Каспий.
Код объекта в государственном водном реестре — 11010000612112100006140.

## Галерея

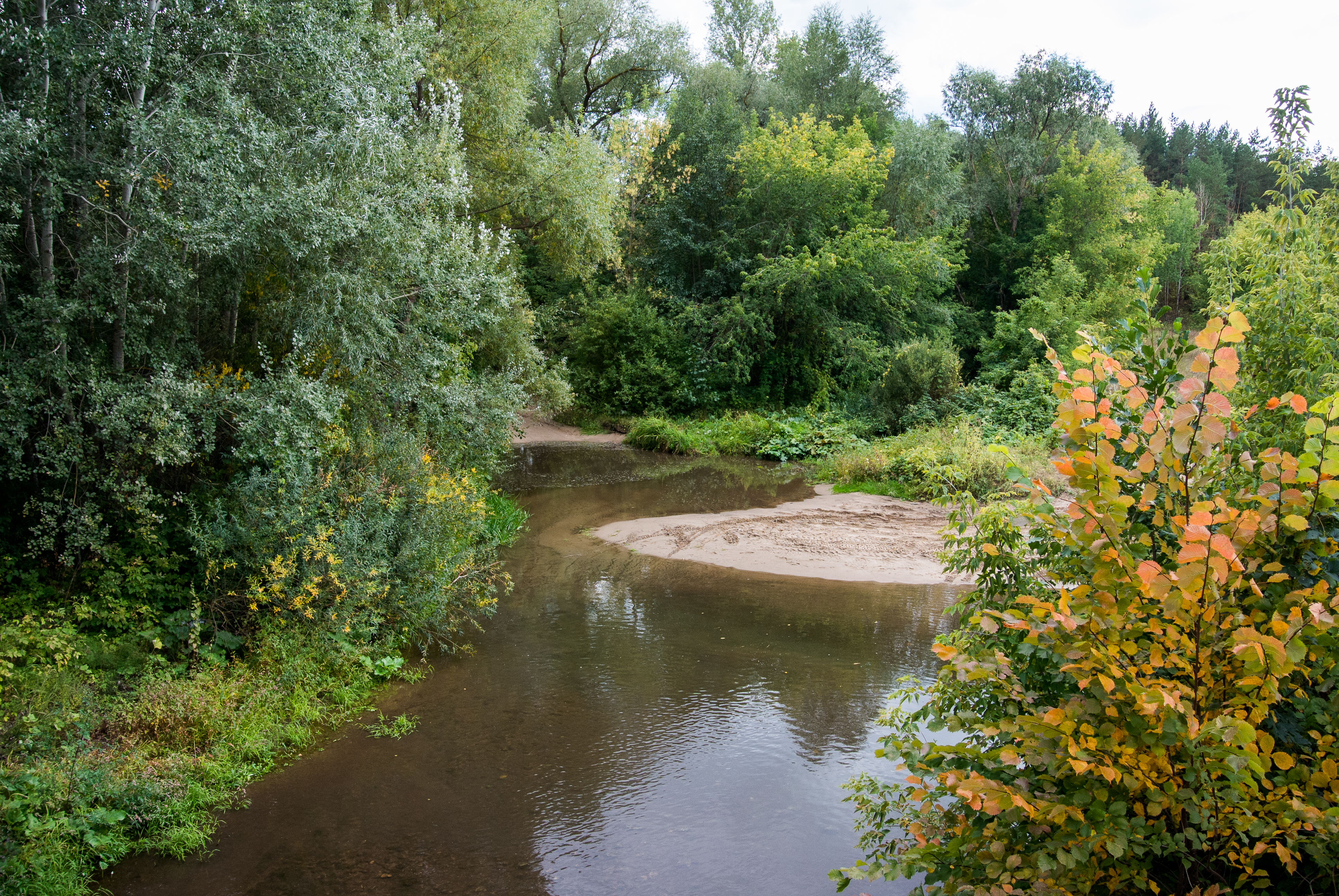
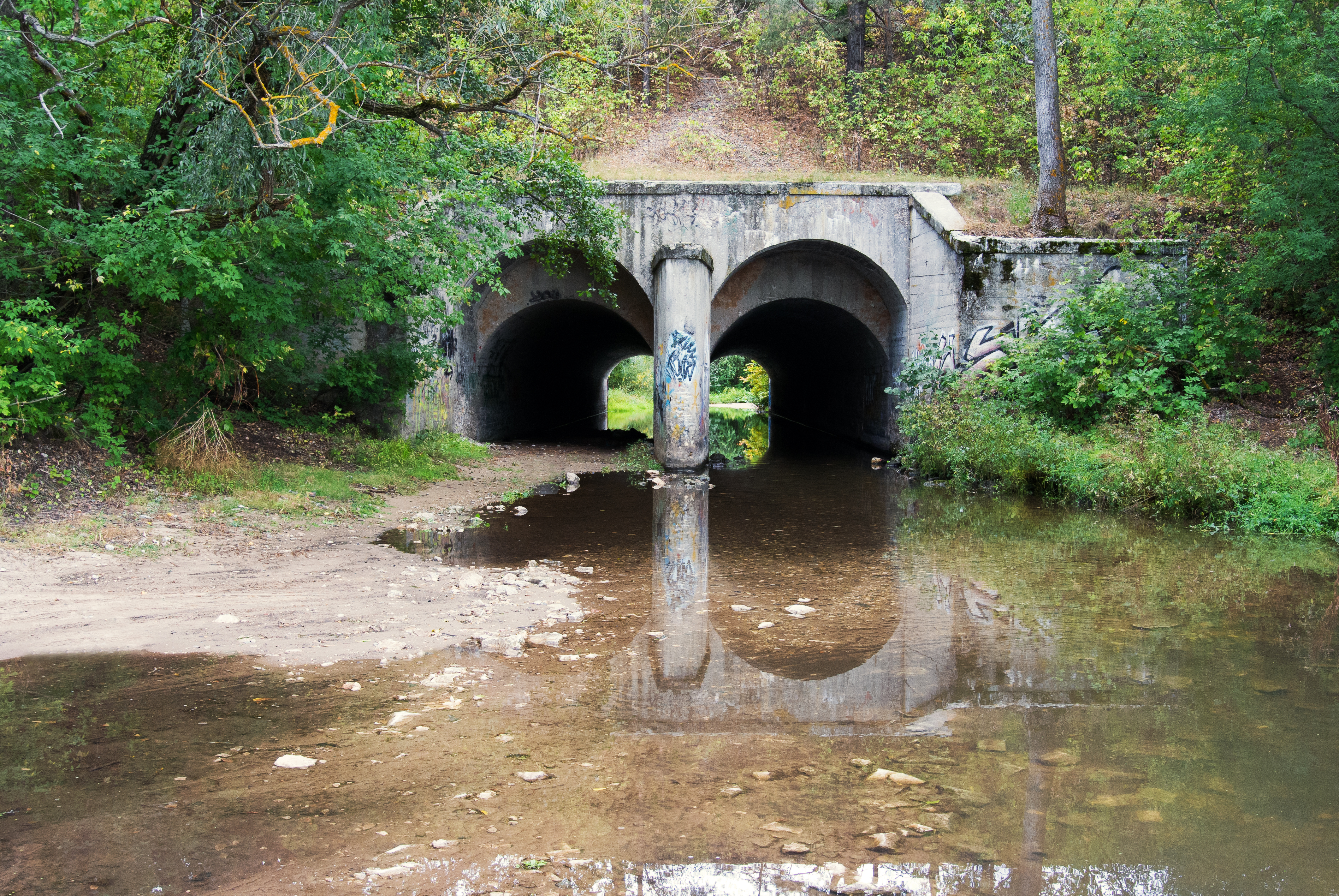